# Anastácio Paulo Probo Mosquiano Probo Magno
Flávio Anastácio Paulo Probo Mosquiano Probo Magno (em latim: Flavius Anastasius Paulus Probus Moschianus Probus Magnus) foi um oficial bizantino do século VI, ativo no reinado do imperador Anastácio I (r. 491–518). 

## Vida
A data de nascimento de Flávio Anastácio Paulo Probo Mosquiano Probo Magno é desconhecido. Segundo reconstrução de Brian Croke, Anastácio foi filho de Sabiniano, o cônsul em 505, e uma sobrinha do imperador Anastácio. Segundo outra reconstrução possível elaborada pelos autores da Prosopografia, poderia ter sido sobrinho-neto do imperador e irmão de Anastácio Paulo Probo Sabiniano Pompeu/Pompeio Anastácio. Era pai de Juliana, que seria desposada por Marcelo, irmão de Justino II (r. 565–578). Em 518, foi nomeado cônsul ordinário, sem colega. Segundo João de Éfeso, em data incerta foi exilado com seus filhos.